# Viola Tricolor (Storm)
Viola Tricolor ist eine Novelle des deutschen Schriftstellers Theodor Storm (1817–1888). Sie wurde erstmals 1874 in Westermanns Monatsheften und wenig später in Novellen und Gedenkblätter veröffentlicht. 

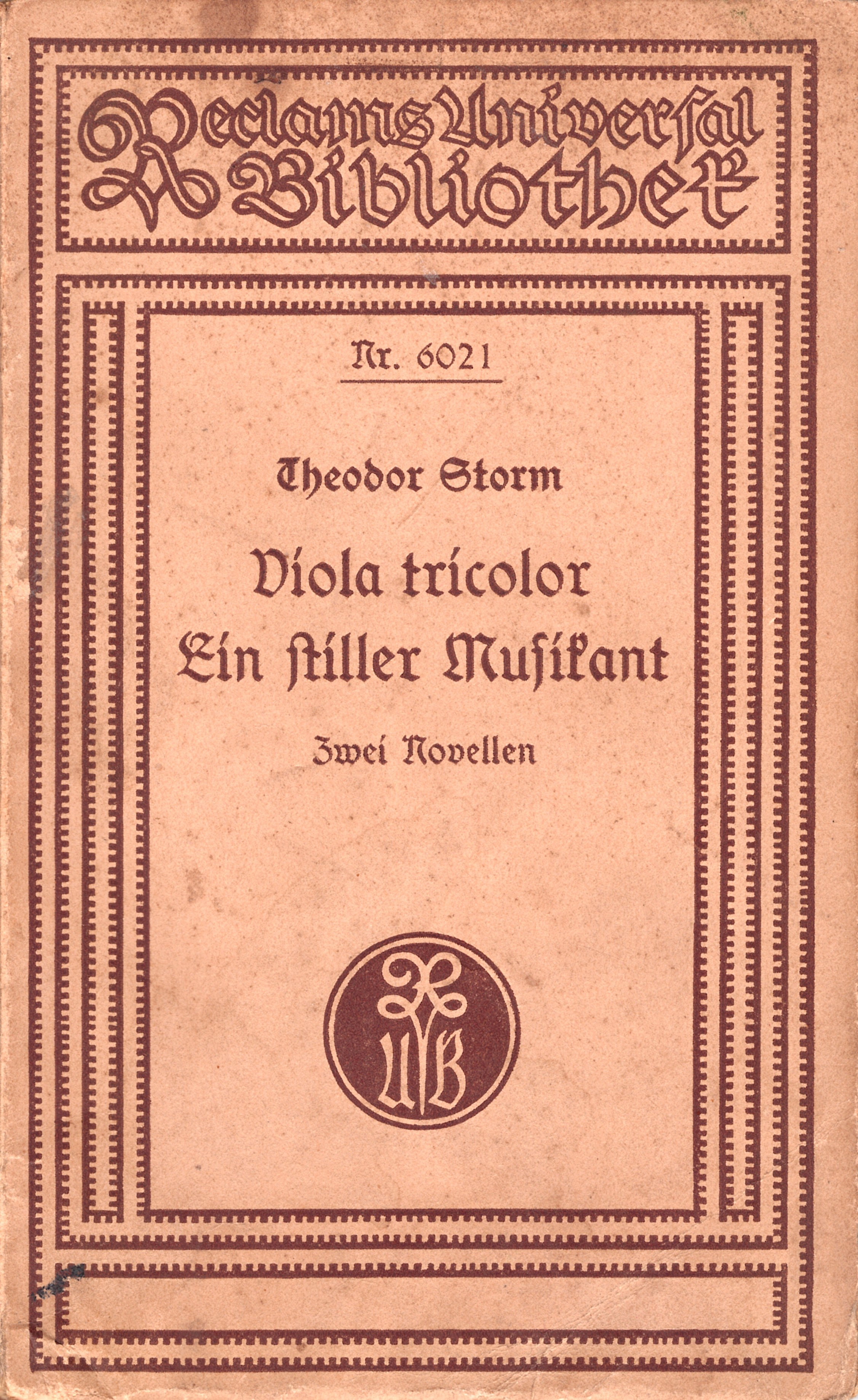
RUB-Nr. 6021, Reclam Leipzig 1919

## Titel
Der Titel spielt auf das Stiefmutterproblem in der Novelle an: Viola tricolor ist der botanische Name des (Wilden) Stiefmütterchens.

## Handlung
Die Novelle handelt von einem vierzigjährigen Mann namens Rudolf, der nach dem Tod seiner Frau wieder geheiratet hat. Seine neue Ehefrau heißt Ines und ist viele Jahre jünger als er. Sie möchte ihm eine gute Ehefrau und seiner zehnjährigen Tochter Agnes, genannt Nesi, eine gute Mutter sein.
Zunächst verhält sich Agnes sehr schüchtern gegenüber der neuen Frau ihres Vaters. Das Mädchen spricht sie nur mit „Mama“ anstatt mit „Mutter“ an, wie sie einst ihre verstorbene Mutter nannte. Ines fühlt sich unwohl und zweifelt an der Richtigkeit einer zweiten Ehe. Auch das schöne Porträt der Verstorbenen im Arbeitszimmer ihres Mannes und der inzwischen verwilderte und stets verschlossene Garten der Verstorbenen bestärken sie in ihrem Gefühl, ein Eindringling zu sein. Ihr Ehemann, der wegen des Kummers seiner jungen Frau betrübt ist, hofft, dass Ines mit der Zeit besser in ihre Rolle finden wird. 
Als Ines schließlich schwanger wird, fürchtet sie, dass auch ihr Kind als Eindringling, womöglich sogar als Bastard, gesehen werden könnte. Nach der Geburt ihrer Tochter geht es ihr so schlecht, dass man um ihr Leben fürchten muss. Sie bittet ihren Mann, einen Fotografen zu ihr zu bringen, damit sie ihrem Kind zum Andenken ein Foto hinterlassen kann. Auch Agnes, die ihre Stiefmutter trotz der schwierigen Situation von Herzen liebt, bangt um ihre „liebe Mama“. Glücklicherweise bessert sich deren Zustand wieder und nach einiger Zeit sind sich die Ärzte sicher, dass sie überleben wird. 
Der Gedanke, dass ihre Tochter sich nicht mehr an sie hätte erinnern können, wenn sie, die Mutter, gestorben wäre, lässt sie zu der Erkenntnis kommen, dass man das Andenken an die verstorbene Mutter für jedes Kind wahren sollte. Sie fordert daher ihren Mann auf, Agnes von ihrer Mutter zu erzählen und das Andenken an sie wach zu halten. Auch sieht sie ein, dass es falsch war, dem Mädchen wegen der Anrede „Mama“ zu zürnen. Gemeinsam mit ihrem Mann öffnet sie nach langer Zeit wieder den verschlossenen Garten und erfreut sich an seiner wilden Natur.

## Hintergrund
Im Frühjahr 1865 starb Storms Ehefrau Constanze, mit der er sieben Kinder hatte. Ein Jahr später heiratete er Dorothea Jensen, eine alte Jugendfreundin. Die Situation, die durch diese Umstände in Storms eigener Familie entstanden war, weist Parallelen zu Viola Tricolor auf.